# Coupe de Suisse de football 1927-1928
Navigation
Édition précédente Édition suivante
La Coupe de Suisse 1927-1928 est la troisième édition de la Coupe de Suisse, elle débute le 4 septembre 1927 et s'achève le 25 mars 1928 avec la victoire du Servette FC Genève qui remporte son premier titre.

## Compétition

### Quarts de finale
Les quarts de finale ont lieu le 5 février 1928.
| Équipe 1                     | Résultat | Équipe 2                |
| ---------------------------- | -------- | ----------------------- |
| BSC Old Boys                 | 0 – 7    | Grasshopper Club Zurich |
| FC Saint-Gall                | 1 - 3    | Servette FC Genève      |
| FC La Chaux-de-Fonds         | 1 - 0    | FC Aarau                |
| Étoile Carouge Football Club | 1 - 3    | Young Fellows           |

### Demi-finales
Les demi finales ont lieu le 4 mars 1928.
| Équipe 1                | Résultat | Équipe 2           |
| ----------------------- | -------- | ------------------ |
| Grasshopper Club Zurich | 3 – 1    | Young Fellows      |
| FC La Chaux-de-Fonds    | 1 - 2    | Servette FC Genève |

### Finale
| 25 mars 1928 | Servette FC Genève | 5 - 1   | Grasshopper Club Zurich | Stade des Charmilles, Genève |                      |
|              |                    | (3 - 1) |                         | Spectateurs : 12 000         | Spectateurs : 12 000 |